# Olivier Greif
Olivier Greif (Parigi, 3 gennaio 1950 – Parigi, 13 maggio 2000) è stato un compositore francese.
La sua è una famiglia ebrea di origine polacca. Suo padre è sopravvissuto alle deportazioni di Auschwitz, un fatto che segnò profondamente Greif e lo indusse a comporre numerosi lavori con rimandi all'Olocausto, tra i più importanti Todesfuge, da un poema tedesco di Paul Celan, e Lettres de Westerbork, un ciclo di romanze dai testi scritti da Etty Hillesum.
Greif iniziò a comporre dall'età di 9 anni, studiando nel Conservatorio di Parigi e alla Juilliard School di New York. Le sue composizioni più importanti sono per Pianoforte solo e le romanze per voce e pianoforte. Ha lasciato più di cento composizioni complete alla sua morte, più alcuni lavori incompiuti. La sua tomba si trova al Cimitero di Montparnasse.
Passò la sua carriera insegnando composizione e dirigendo i festival di musica come l'Académie-Festival des Arcs.
La sua musica trova radici nell'ultimo stile tonale del ventesimo secolo, in particolare il suo pensiero si volge ad autori quali Benjamin Britten e Dmitri Shostakovich; è però anche legata ad un certo sentimento popolare, che in qualche modo lo accosta alle esperienze di Franz Liszt. C'è spesso un colore scuro e profondo nelle sue composizioni che favoriscono l'uso di modalità in minore anche laddove si parte da modalità maggiori. Le sue 23 Sonate per pianoforte non sono mai state registrate in un ciclo completo, e molti suoi lavori sono stati suonati una sola volta.
Altre composizioni importanti sono la Sonata da Requiem per violoncello e pianoforte, un concerto per violoncello e orchestra intitolato Durch Adams Fall dal corale per organo di Johann Sebastian Bach, 4 quartetti per archi, la Petite Messe Noire, l'opera da camera Nô, e una raccolta di 23 studi per pianoforte.